# JAPONESQUE
『JAPONESQUE』（ジャポネスク）は、日本の歌手・倖田來未の10枚目のオリジナルアルバム。2012年1月25日にrhythm zoneから発売。

## 解説
前作『Dejavu』から約1年ぶりとなるオリジナルアルバム。10枚目のアルバムという事を記念して、「CD＋写真集＋グッズ」の初回限定生産盤、通常盤として「CD＋2DVD」「CD＋DVD」「CDのみ」の合計4形態でのリリース。
当初は、アルバムリリース直後に控えていた全国ツアー「KODA KUMI LIVE TOUR 2012」が開催予定となっていたが、本作リリース前に結婚・妊娠を表明。今後の体調など配慮を判断した為、同時に本年のツアー全公演中止が発表。代わりとして同年秋冬にプレミアムライブ「KODA KUMI Premium Night 〜Love & Songs〜」が開催された。なお、アルバムツアーは翌2013年に「KODA KUMI LIVE TOUR 2013 〜JAPONESQUE〜」と題して2年越しでの実施とされた。

## コンセプト
今作のコンセプト・テーマは、“百花繚乱”。「R&B」「バラード」「ダンス」「ロック」「ポップス」等、あらゆるジャンルを問わず「日本の音楽も洋楽に負けないパワーがあることを示したかった。だからこそ『ジャポネスク』というタイトルをつけて、グローバルにも通用する音楽を作ろうと思ったことがアルバム制作の出発点になっている。」「それぞれの楽曲に自身の深い愛情を感じる、活動12年目を迎えた倖田來未の集大成と呼ぶにふさわしい作品。」と語っている。CDには、14曲の新録を含む全19曲に加え、収録されている17曲のミュージック・ビデオ（うち、2曲はインストの為）をフル収録。収録曲すべてのMVがDVDに収録されるのは『Kingdom』以来となる。

## 楽曲解説
※ここでの解説はアルバム楽曲のみのを参照する（アルバムヴァージョンは除く）。シングル楽曲の解説や詳細に関しては、各シングル曲を参照。
Introduction 〜JAPONESQUE〜
本アルバム全体のオープニング曲として制作されたインスト。
「海外から見た日本」がテーマとなっており、「私についてきなさい」と言いながら歩いている、花魁道中のイメージとしている。
So Nice feat.Mr.Blistah
Mr.Blistahを迎えたフィーチャリング曲。
花魁が格子越しに、自分を激しく燃え上がらせてくれる男性が現れるのを待ってるのを意識して制作された本アルバムの重要性の1つ。
MVは、赤と金という高貴な色を基調にした花魁に扮した「倖田らしい華やかなもの」となっている。
Boom Boom Boys
『FREAKY』に掛けた、“ロックとダンスチューン”を織りまぜた楽曲。
テーマは、「毎日お酒を飲んでは、毎日違う男の子を連れて帰ってくる自由奔放な女の子」。
MVは、「ストーリーもクラブでお酒を飲んで、踊り明かしては、ストレスを発散しているっていう女の子のお話」。
V.I.P. feat.T-Pain (Album Version)
“男性に媚びる事のない、強気な女性を描いた曲”となっている。倖田は以前からずっと彼にオファーをしてとのことで、今回のコラボが実現した。
シングルバージョンとは異なって、新たにラップを取り入れた。後に倖田は「サウンドが一気に派手になるよう、＜アリガトウ＞という言葉を入れてくれたのも嬉しくて。」「かなりアゲ曲に仕上がっているので、日本のクラブでもガンガンまわしてくれたら嬉しい」と語っている。
Slow feat.Omarion
海外で人気のグループB2KのメンバーOmarionをフィーチャリングとして迎えた楽曲。
彼女曰く、「グループにいた頃からオマリオンがすごく好きで。彼は歌って、ちょっと歩くだけで歓声が起きるほどの空気を持っている。」と語っている。デモを聞いたときに「Omarionがバラードで踊っているイメージが浮かび、真っ先にオファーをし、快く承諾をした」と言う。
詞の内容は、“女の子を幸せにするためにはお金がないと幸せに出来ない。”と思っている男性が多いと思うけど、「お金よりも大切なものまで見失わないで。あなたにしか持っていない、優しさや笑顔、ありのままのあなたが魅力的なんだから。」っていう女の子の気持ちを描いている。
MVのテーマは“私とオマリオンだけがリアルモーション”。本楽曲の為に来日をし、倖田は「彼はジェントルマンで本当に素敵な方」と語っている。
Brave
元々はシングルの候補として、1年前の３月頃に出来上がってた楽曲の１つ。『愛のうた』を彷彿させる世界観で制作された。
「彼に突然別れを告げられた女の子が、生まれ変わっても、私と恋をして欲しいし、あなたも同じように想っていてほしいと願う、すごく未練のある女の子が主人公」がテーマ。
MVでは「部屋のなかにある一本の木に、時間が狂ってしまっている時計が沢山飾られていて。その時計は、別れてから前に進めずにいた彼女が、自分の時を取り戻して、旅立っていく」というストーリーになっている。後に「監督も感動して泣きながら撮影をしてしまった」と語っている。
Everyday
“悲しいときも楽しいときも、どんな時も二人でいようね”のフレーズが印象的なミディアムナンバー。
MVは完全フルCGで “晴れ女と雨女に扮した、今迄にありそうでなかった、表情や可愛いらしい映像” となっている。
You are not alone (Acoustic Version)
震災復興のために書き下ろしたチャリティーソング。
「ツアーが始まるというタイミングで大震災が起こってしまい、被災地でボランティア活動をしている方々のニュース映像を見て、すごく愛を感じたし、人はひとりじゃないんだな」と感じたらしく、「自分ができることってなんだろうって考えたときに、やっぱり曲を書いて、一人でも多くの人に歌を届けたい」と思いながら、当時の心境のままで一気に曲を書き上げたと言う。後にライブバージョンを配信した際に「ダウンロードしてくれた方、ツアーで一緒に歌ってくれたファンの方に改めて、この曲は、大切な人や自分の夢を失ってしまいそうな時、“どんな辛い時もひとりじゃない。私がいるっていうことを忘れないで”」と言う思いで制作をした。
Interlude 〜JAPONESQUE〜
アルバムの中盤を飾るインスト。
本人曰く「私の中のイチオシ曲に行く前のブレイクタイム。ここから、また違う景色が広がっていく」と語っている。
ESCALATE
「恋愛の駆け引きをして行くうちにドンドン気持ちがエスカレートして行って、最終的には、このゲームのルールは私なのよ」と強い女性をイメージして制作されたアッパーチューン。
MVには “恋愛をチェスのゲーム” に例えたもので、ダンスシーンが少なめの映像となっている。
No Man’s Land
デモの時点では全く違うアレンジで制作。元々は「男性と女性がふたりで歌っていたが、それをミクスチャー系のロックサウンドにガラッと変えて、ラップパートの歌詞はブリスタに書いてもらった」と語っている。タイトルは「不毛の地」。
MVには初めてモノクロで撮影を挑んだ。
Lay Down
「私のことをうまくハンドリングして」をコンセプトにしたアッパーチューン。“立ち振る舞ってあげるけど、ホントに出来るの？どうかしら？” という男性を試すような挑発的な曲としている。
MVでは初めてブラックライトを使った撮影に挑戦した。後に「メイクがなかなかきれいに出なくて、何度もやり直しては塗って、とっても時間がかかってしまった」と語っている。
Love Technique
ポップチューンを意識し、倖田風にラップに初挑戦をしたという。詞は「あなたのいいところと私の悪いとところ、あなたの悪いところと私のいいところを重ねて、二人でいいもの作ろうね。お互いの悪いところも全て受け入れて、愛し合いましょう」という内容になっている。
MVには「すぐにケンカになるカップルに、ラブ先生が、仲直りの方法をレクチャー」するというコミカルな内容になっている。
All for you
本アルバム最後を締めくくるラストナンバー。初めてファンの為だけに書いた曲を、アコギと歌だけの一発録りでレコーディグに挑戦をした。
本人曰く「10枚目のアルバムで、12年目に突入して。これまでのことを振り返ったときに、私と同じように喜んだり、私と同じように悲しんでくれたファンのみんながたくさんいた。」「昨年各地のホールをまわって、ファンの子を近くに感じたときに、倖田來未はやっぱり歌い続けていくべきだって思ったし、みんなのために、声を枯らしてでも歌い続けていきたいって強く思った。」と語っている。
MVには “アルバム全体のエンドロール” というイメージで、これまでファンからのメッセージやファンレターの印象に残ったフレーズを掲載している。

## 収録内容

### CD
1. Introduction ～JAPONESQUE～ [1:27]
作曲・編曲：Maria Marcus
インスト曲
2. So Nice feat.Mr.Blistah [2:23]
作詞：Kumi Koda
作曲：Bardur Haberg, Andrew Lane, Kasey Monroe
3. Boom Boom Boys [3:27]
作詞・作曲：Kumi Koda, Toby Gad, Lindy Robbins, Caterina Torres
編曲：Toby Gad
4. V.I.P. feat.T-Pain (Album Version) [3:23]
作詞・作曲：Kumi Koda, Toby Gad, Jessica Cornish, T-PAIN
編曲：Toby Gad
50thシングル「4 TIMES」収録曲のアルバムヴァージョン
5. Slow feat.Omarion [3:50]
作詞：Kumi Koda
作曲：Tommy Clint
6. Brave [5:07]
作詞：Kumi Koda
作曲：Hitoshi Harukawa
編曲：Daisuke Kahara, Shinjiroh Inoue
ストリングス：Udai Shika
7. Everyday [4:02]
作詞：Kumi Koda, HIRO
作曲：HIRO
8. IN THE AIR [4:09]
作詞：Kumi Koda
作曲：FAST LANE, ERIK LIDBOM
編曲arrangement：ERIK LIDBOM
50thシングル「4 TIMES」収録曲
9. You are not alone (Acoustic Version) [4:41]
作詞：Kumi Koda
作曲：Takuya Harada
51stシングルカップリング曲のアレンジ
10. Interlude ～JAPONESQUE～ [1:16]
作曲・編曲：Martin Svensson
インスト曲
11. ESCALATE [3:12]
作詞：Kumi Koda, ARIA
作曲：ARIA
12. Love Me Back [2:57]
作詞：Kumi Koda
作曲：Matthew Tishler, Liz Rodrigues
52ndシングル表題曲
13. No Man's Land [4:24]
作詞：Kumi Koda, Mr.Blistah, Pete Kirtley, Jorge Mhondera, Samiya Berrabah
作曲：Jorge Mhondera, Pete Kirtley, Samiya Berrabah, Mr.Blistah
14. 愛を止めないで [5:27]
作詞：Kumi Koda
作曲・編曲：Naohisa Taniguchi
ストリングス：宗像仁志
51stシングル表題曲
15. KO-SO-KO-SO [3:18]
作詞・作曲：Kumi Koda, Allan P Grigg, 竹本健一
50thシングル「4 TIMES」収録曲
16. Lay Down [3:41]
作詞：Kumi Koda, Matthew Tishler, Adam Royce, Kat Lucas
作曲：Matthew Tishler, Adam Royce, Kat Lucas
17. Love Technique [3:03]
作詞：Kumi Koda
作曲：Seogy, Genie
編曲：Genie
18. Poppin' love cocktail feat.TEEDA [5:00]
作詞：Kumi Koda, TEEDA
作曲：BACK-ON
編曲：BACK-ON & JIN
50thシングル「4 TIMES」収録曲
19. All for you [5:22]
作詞：Kumi Koda
作曲・編曲：Hi-yunk

### DVD

#### Disc 2
Music Video
1. Poppin' love cocktail feat.TEEDA
2. Boom Boom Boys
3. No Man's Land
4. V.I.P. feat.T-PAIN
5. KO-SO-KO-SO
6. Lay Down
7. ESCALATE
8. Love Me Back (Album Version)
  - シングルとは異なるアルバムバージョン。
9. So Nice feat.Mr.Blistah
10. Slow feat.Omarion
11. IN THE AIR
12. Everyday
13. Love Technique
14. You are not alone (Acoustic Version)
  - シングルに収録されていたライブ映像をベースに音源は本アルバム音源のバージョンが使用されている。
15. 愛を止めないで
16. Brave
17. All for you

※補足
17曲入りであること、曲のまとまりを配慮した為、「POP」「ROCK」「DANCE」「MEDIUM」からなる4つのジャンルで収録されている。

#### Disc 3
- KODA KUMI BEST LIVE RANKING TOP20
※以下の曲目はパッケージ等に記載されていない。
() はライブタイトル、☆ はメドレー形式。
20. the meaning of peace ☆
  - (LIVE TOUR 2005 〜first things〜)

19. Trust Your Love ☆
  - (secret 〜FIRST CLASS LIMITED LIVE〜)

18. キューティーハニー ☆
  - (LIVE TOUR 2005 〜first things〜)

17. 人魚姫 ☆
  - (LIVE TOUR 2007 〜Black Cherry〜)

16. Once Again ☆
  - (Dream music park)

15. Butterfly ☆
  - (LIVE TOUR 2005 〜first things〜)

14. Under ☆
  - (LIVE TOUR 2008 〜Kingdom〜)

13. D.D.D. ☆
  - (LIVE TOUR 2006-2007 〜second session〜)

12. TAKE BACK ☆
  - (2009 TAIWAN)

11. TABOO ☆
  - (SPECIAL LIVE "Dirty Ballroom 〜One Night Show〜")

10. 好きで、好きで、好きで。 ☆
  - (10th Anniversary 〜FANTASIA〜 in TOKYO DOME)

9. Crazy 4 U ☆
  - (secret 〜FIRST CLASS LIMITED LIVE〜)

8. 愛のうた ☆
  - (LIVE TOUR 2008 〜Kingdom〜)

7. Black Cherry ☆
  - (LIVE TOUR 2007 〜Black Cherry〜)

6. walk ☆
  - (10th Anniversary 〜FANTASIA〜 in TOKYO DOME)

5. Hot Stuff ☆
  - (secret 〜FIRST CLASS LIMITED LIVE〜)

4. Lollipop ☆
  - (Dream music park)

3. BE MY BABY
  - (10th Anniversary 〜FANTASIA〜 in TOKYO DOME)

2. Always
  - (LIVE TOUR 2009 〜TRICK〜)

1. UNIVERSE
  - (LIVE TOUR 2010 〜UNIVERSE〜)
- KODA KUMI ORIGINAL ALBUM TV-SPOT
※以下のアルバムタイトルは、パッケージなどに記載されていない。
() は発売日、☆ は2タイプ存在。
  - 1st ALBUM「affection」
(2002.03.27)
  - 2nd ALBUM「grow into one」
(2003.03.19)
  - 3rd ALBUM「feel my mind」
(2004.02.18)
  - 4th ALBUM「secret」
(2005.02.09)
  - 5th ALBUM「Black Cherry」
(2006.12.20)
  - 6th ALBUM「Kingdom」
(2008.01.30)
  - 7th ALBUM「TRICK」
(2009.01.28)
  - 8th ALBUM「UNIVERSE」
(2010.02.03)
  - 9th ALBUM「Dejavu」☆
(2011.03.02)
- 「KODA KUMI LIVE TOUR 2011 〜Dejavu〜」LIVE DVD & Blu-ray Trailer Movie

※パッケージなどには記載されていない。

## タイアップ
- BeeTV「ラブスポット～恋が実る場所～」主題歌 (#8)
- フジテレビ系ドラマ「謎解きはディナーのあとで」オープニングテーマ (#12)
- music.jp TV-CFソング (#12, #14, #18)
- 映画 ｢セカンドバージン｣ 主題歌 (#14)
- 日本テレビ系ドラマ「ピースボート -Piece Vote-」主題歌 (#15)
- NECパーソナルコンピュータ「LaVie」「VALUESTAR」CMソング (#17)
- H.I.S. TVCMソング (#18)

## 収録ライブ映像 (シングル曲除く)
- Introduction 〜JAPONESQUE〜
※ 同ツアーでは、＜OPENING MOVIE＞として記載されている。
  - 『KODA KUMI LIVE TOUR 2013 〜JAPONESQUE〜』
  - 『KODA KUMI LIVE TOUR 2019 re(LIVE) 〜JAPONESQUE〜』
    - 『KODA KUMI LIVE TOUR 2019 re(LIVE) -Black Cherry- & -JAPONESQUE-』(ファンクラブ限定盤)
- So Nice
  - 『KODA KUMI LIVE TOUR 2013 〜JAPONESQUE〜』
    - 『MY NAME IS...』(ファンクラブ限定盤)

  - 『KODA KUMI LIVE TOUR 2019 re(LIVE) 〜JAPONESQUE〜』
    - 『KODA KUMI LIVE TOUR 2019 re(LIVE) -Black Cherry- & -JAPONESQUE-』(ファンクラブ限定盤)
- Boom Boom Boys
  - 『KODA KUMI LIVE TOUR 2013 〜JAPONESQUE〜』
  - 『KODA KUMI LIVE TOUR 2019 re(LIVE) 〜JAPONESQUE〜』
    - 『KODA KUMI LIVE TOUR 2019 re(LIVE) -Black Cherry- & -JAPONESQUE-』(ファンクラブ限定盤)
- Slow
  - 『KODA KUMI LIVE TOUR 2013 〜JAPONESQUE〜』
  - 『KODA KUMI LIVE TOUR 2019 re(LIVE) 〜JAPONESQUE〜』
    - 『KODA KUMI LIVE TOUR 2019 re(LIVE) -Black Cherry- & -JAPONESQUE-』(ファンクラブ限定盤)
- Brave
  - 『KODA KUMI LIVE TOUR 2013 〜JAPONESQUE〜』
  - 『KODA KUMI LIVE TOUR 2019 re(LIVE) 〜JAPONESQUE〜』
    - 『KODA KUMI LIVE TOUR 2019 re(LIVE) -Black Cherry- & -JAPONESQUE-』(ファンクラブ限定盤)

  - 『KODA KUMI Love & Songs 2022』
- Everyday
  - 『Koda Kumi Hall Tour 2014 〜Bon Voyage〜』
- ESCALATE
  - 『KODA KUMI LIVE TOUR 2013 〜JAPONESQUE〜』
  - 『KODA KUMI LIVE TOUR 2019 re(LIVE) 〜JAPONESQUE〜』
    - 『KODA KUMI LIVE TOUR 2019 re(LIVE) -Black Cherry- & -JAPONESQUE-』(ファンクラブ限定盤)
- No Man's Land
  - 『KODA KUMI LIVE TOUR 2013 〜JAPONESQUE〜』
- All for you
  - 『KODA KUMI Premium Night 〜Love & Songs〜』
  - 『KODA KUMI LIVE TOUR 2013 〜JAPONESQUE〜』